# Эффект поля
Эффе́кт по́ля (англ. Field-effect) в широком смысле состоит в управлении электрофизическими параметрами поверхности твёрдого тела с помощью электрического поля, приложенного по нормали к поверхности.
В качестве способов регистрации изменений электрофизических параметров под действием электрического поля могут быть использованы измерение проводимости, дифференциальной ёмкости — метод вольт-фарадных характеристик, поверхностной фото-ЭДС. Чаще всего под эффектом поля понимают изменение проводимости твёрдого тела под действием на него поперечного электрического поля.
В полупроводниковой технике под эффектом поля понимается влияние внешнего электрического поля на электропроводность полупроводника. В общем случае рассматривается полубесконечный полупроводник, имеющий как минимум одну поверхность, свойства которой и рассматриваются. Основным «дефектом» такого полупроводника является наличие поверхности (обрыв периодичности кристаллической решётки), что по умолчанию детерминирует наличие поверхностных состояний. Кроме того, на поверхности присутствуют различные дефекты и примеси, также вносят свой вклад в плотность поверхностных состояний. Основной теоретической проблемой эффекта поля является нахождение распределения поверхностного и внутреннего потенциала в полупроводнике, особенно при приложении внешнего электрического поля. Основной экспериментальной проблемой эффекта поля фиксация поверхностных состояний при изменении внешних факторов, долгое время не давало возможности для полноценного исследования поверхностной проводимости и практической реализации МДП-транзисторов. Эта проблема была решена с разработкой технологии пассивации поверхности кремния в начале 60-х годов XX века.

## История проблемы
И само появление названия эффект поля, и развитие теории на первом этапе стали возможными благодаря работе Уильяму Шокли. Данная проблема относится к проблеме междисциплинарного класса, лежащей на пересечении фундаментальной физики и инженерных наук. Она зародилась в конце 20-х годов XX века, как прикладная реакция на стремительное развитие фундаментальной науки — квантовой механики. Тогда же вполне стихийным образом фундаментальная наука начала своё стремительное внедрение в практику, что вылилось во второй половине XX века в т. н. лозунг «наука — производственная сила технического прогресса». На протяжении почти 80-ти лет своего существования данное направление развития науки переживало свои взлёты и падения, пока на одном из этапов фундаментальные исследования не указали путь развития.
Сама проблема возникла в области инженерии, поэтому приоритет был защищён патентами в США — Лилиенфельд, а в Великобритании — Оскар Хайл. Это были довольно тривиальные идеи по практической реализации полупроводникового усилителя, управление которым осуществлялось бы электрическим полем. Осуществить эти идеи на практике попытался Шокли в конце 30-х годов XX века. В качестве полупроводника тогда использовали германий, в качестве диэлектрика — пластинки слюды, роль металлического электрода — металлическая пластинка или металлизированное покрытие пластинки слюды. Конечно Шокли получил модуляцию проводимости поверхности германия, однако эффект был незначительным. Более того, довольно нестабильным во времени, что не позволяло внедрить его в серийное производство. Только во второй половине 40-х годов XX века стало ясно, что основным дестабилизирующим фактором были т. н. поверхностные состояния в полупроводнике. Да и сам выбор полупроводника (германий) был не самым лучшим (даже сегодня практически отсутствует технология изготовления МДП-структур на основе германия).
Первым заметил доминирующую роль поверхностных состояний в полупроводнике Бардин, который затем вместе с Браттейном открыл т. н. биполярный эффект. В то время ещё не существовало теории выпрямляющих переходов в полупроводнике и поэтому даже сам процесс выпрямления приписывался поверхностным состояниям. Размещая достаточно близко точечные контакты будущих эмиттера и коллектора Бардин вместе с Браттейном и «открыли» биполярный эффект, а по сути впервые предложили практическую реализацию биполярного транзистора на точечных контактах. Очевидно, что в то время никакой теории не было, и поэтому мифическое взаимодействие контактов эмиттера и коллектора (чем ближе расположены, тем сильнее усиление) и воспринималось в то время, как физическое явление (эффект), теория которого, как надеялись тогда, будет разработана позднее. Само название эффект поля появилось впервые в работе Шокли и Пирсона, в которой экспериментально было доказано существование поверхностных состояний в полупроводнике. Роль Шокли на этом этапе была незначительна, поскольку он подвергся разочарованию, вызванному невозможностью в те времена реализации эффекта поля. Однако «открытие» биполярного эффекта стимулировало Шокли на фундаментальные исследования сначала точечного перехода, затем сплавного перехода и, наконец, всем известного p-n-перехода, что со временем и вылилось в теорию p-n-перехода Шокли, а затем и в теорию биполярного транзистора, базировавшуюся на понятии квазиуровня Ферми.
С появлением полупроводниковых переходов и биполярных транзисторов началась новая технологическая эра обработки полупроводников, сначала германия, а затем и кремния. Отрабатывались инженерные методы выращивания кристаллов и технологии разрезания пластин с последующей их шлифовкой. Более того, разрабатываемые методы диффузии, эпитаксии внесения примесей путём фотолитографии и т. д. И только в конце 50-х годов 20-го века уровень развития технологий достиг зрелости, и путём разработки технологии пассивации поверхности кремния Аталлою и Канго наконец была создана МДП-структура на кремнии с более или менее стабильными характеристиками.
Пассивация поверхности кремния стабилизовала поверхностные состояния и стала возможна практическая реализация МДП-транзисторов. Первые феноменологические модели МДП-транзисторов появились в пионерских работах Хофштейна, Хеймана, Ихантолы и Молла. Однако, основная фундаментальная работа по созданию теории МДП-транзистора, который базируется на фундаментальных принципах поверхностной проводимости была создана в 1964 году учеником Шокли — Са.

## Решение уравнения Пуассона на поверхности полупроводника

### Основные допущения теории поверхности
При теоретическом исследовании хода потенциала и распределения зарядов в полупроводнике вводятся следующие предположения:
1. Полупроводник легирован однородно и имеет бесконечную толщину. Вторая часть этого предположения выполняется для кристаллов, толщина которых превышает несколько десятых миллиметра. Условие однородного легирования не всегда выполняется на практике вследствие перераспределения примесей при окислении поверхности. Это необходимо учитывать при исследовании режима плоских зон. В режимах аккумуляции и инверсии этим эффектом можно пренебречь.
2. Полупроводник является невырожденным. В этом случае можно использовать статистику Максвелла-Больцмана. На практике в режимах аккумуляции и инверсии уровень Ферми может подходить близко к краям зон, что приводит к необходимости использования статистики Ферми-Дирака, что существенно затрудняет вычисления. Для упрощения рассматривают случай, когда уровень Ферми находится на несколько kT ниже/выше края соответствующих зоны.
3. Ток через окисел, находящегося на поверхности полупроводника, отсутствует. Это предположение означает, что система является равновесная и поэтому можно пользоваться понятие уровня Ферми. Позднее при рассмотрении будет введён квазиуровень Ферми, что позволит учесть неравновесные процессы и использовать полученные результаты при моделировании МДП-транзисторов.
4. Плотность зарядов, локализованных на поверхности полупроводника и в объёме диэлектрика, не зависит от приложенного напряжения (электрического поля). На поверхности кремния, для которого приняты предосторожности по уменьшению и стабилизации поверхностных эффектов, эти условия выполняются.
5. Эффекты, обусловленные наличием сильного электрического поля в полупроводнике, не учитываются. В общем случае изменение потенциала с расстоянием от поверхности может быть очень быстрой (при сильной инверсии), поэтому использование обычных полуклассических методов решения (например, использование уравнения Пуассона) требуют обоснования.

### Заряды и потенциалы на поверхности полупроводника
Рассмотрим полупроводник p-типа. Плотность зарядов в полупроводнике ρ(x) определяется суммой зарядов электронов n, дырок p и примесей N:
{\displaystyle \rho (x)=q(-n+p+N)\ }. (1)
В случае невырожденного полупроводника
{\displaystyle n=n_{i}\exp[-\beta (\phi _{F}-\phi )]\ } (2a)
{\displaystyle p=n_{i}\exp[\beta (\phi _{F}-\phi )]\ }, (2b)
где β=q/kT — обратный температурный потенциал, ni — концентрация носителей в собственном полупроводнике. Поскольку при {\displaystyle x\to \infty } и {\displaystyle \rho (x)\to 0}, а {\displaystyle \phi \to 0} поэтому из (1) и (2) следует, что
{\displaystyle N=-2n_{i}{\mbox{sh}}(\beta \phi _{F})\ }. (3)
Подстановка (2) и (3) в (1) дает:
{\displaystyle \rho (x)=2qn_{i}[{\mbox{sh}}\beta (\phi _{F}-\phi )-{\mbox{sh}}\beta \phi _{F}]\ } (4)
а одномерное уравнение Пуассона запишется в виде:
{\displaystyle {\frac {du}{dx}}=-{\frac {d^{2}\phi }{dx^{2}}}[{\mbox{sh}}\beta (\phi _{F}-\phi )-{\mbox{sh}}\beta \phi _{F}]\ ,}
где {\displaystyle \epsilon _{s}} — диэлектрическая проницаемость полупроводника. В более компактной форме это уравнение будет:
{\displaystyle {\frac {d^{2}u}{dx^{2}}}={\frac {1}{L_{D}^{2}}}[{\mbox{sh}}u_{F}-{\mbox{sh}}(u_{F}-u)],} (5)
где {\displaystyle L_{D}={\sqrt {\frac {\epsilon _{s}}{2\beta qn_{i}}}}-\ } дебаевская длина экранирования в собственном полупроводнике, {\displaystyle u_{F}=\beta \phi _{F},u=\beta \phi -} — безразмерные потенциалы. Интегрируя (5) от {\displaystyle x} до {\displaystyle x=\infty } и учитывая, {\displaystyle x=\infty }, {\displaystyle u=0} и {\displaystyle {\frac {du}{dx}}=0}, находим:
{\displaystyle {\frac {du}{dx}}=\pm {\frac {\sqrt {2}}{L_{D}}}[u{\mbox{sh}}u_{F}-{\mbox{ch}}(u_{F}-u)-{\mbox{ch}}u_{F}]^{1/2},} (6)
где знак «+» берется при {\displaystyle u<0}. Таким образом, величина электрического поля на поверхности полупроводника будет:
{\displaystyle E_{s}=-{\frac {1}{\beta }}({\frac {du}{dx}})_{s}=\pm {\frac {\sqrt {2}}{\beta L_{D}}}[u_{s}{\mbox{sh}}u_{F}-{\mbox{ch}}(u_{F}-u_{s})-{\mbox{ch}}u_{F}],} (7)
Полный заряд на единицу поверхности полупроводника может быть найден из последнего уравнения путём использования теоремы Гаусса:
{\displaystyle Q_{s}=-\epsilon _{s}E_{s}=-{\frac {1}{\beta }}\left({\frac {du}{dx}}\right)_{s}=\pm {\frac {\sqrt {2}}{\beta L_{D}}}[u_{s}{\mbox{sh}}u_{F}-{\mbox{ch}}(u_{F}-u_{s})-{\mbox{ch}}u_{F}],} (8)
Для нахождения зависимости {\displaystyle \rho (x)} необходимо проинтегрировать (6) от {\displaystyle x=0} до {\displaystyle x}:
{\displaystyle x=\pm \int _{u_{s}}^{u}{\frac {L_{D}}{{\sqrt {2}}[u{\mbox{sh}}u_{F}+{\mbox{ch}}(u_{F}-u)-{\mbox{ch}}u_{F}]^{1/2}}}\,du} (9)
что в общем случае можно сделать численными методами. Подстановка (9) в (4) даёт возможность определения зависимости {\displaystyle \rho (x)} для заданных значений {\displaystyle \phi _{s}} и {\displaystyle \phi _{F}}.
В случае собственного полупроводника ({\displaystyle u_{F}=0}) решение (9) находится в аналитическом виде. Уравнение (9) при этом переходит в
{\displaystyle x=\pm \int _{u_{s}}^{u}{\frac {L_{D}}{{\sqrt {2}}({\mbox{ch}}u-1)}}\,du=\pm \int _{u_{s}}^{u}{\frac {L_{D}}{2}}{\mbox{csch}}(u/2)\,du}
откуда находим:
{\displaystyle {\frac {x}{L_{D}}}=|\ln[|{\mbox{th}}(u/4)|]-\ln[|{\mbox{th}}(u_{s}/4)|]|,} (10)
а из (4) и (8) находим:
{\displaystyle \rho (x)=-2qn_{i}{\mbox{sh}}u\ } (11)
{\displaystyle Q_{s}=-4qL_{D}n_{i}{\mbox{sh}}(u_{s}/2).\ } (12)
Интегрируя (11) и используя (5), можно найти выражение для полного заряда на единицу поверхности:
{\displaystyle Q=\int _{0}^{x}\rho (x)\,dx=4L_{D}n_{i}q[{\mbox{sh}}(u/2)-{\mbox{sh}}(u_{s}/2)].} (13)
Разделив (13) на (12), находим:
{\displaystyle {\frac {Q}{Q_{s}}}=1-{\frac {{\mbox{sh}}(u/2)}{{\mbox{sh}}(u_{s}/2)}}.}
Это соотношение определяет относительную величину заряда, который сосредоточен в слое от {\displaystyle x=0} до {\displaystyle x}, где потенциал равен u. С помощью (10) величина {\displaystyle Q/Q_{s}} выражается в явном виде через отношение {\displaystyle x/L_{D}}.
Другой случай, допускающий аналитическое решение уравнения (9) — случай сильной инверсии на поверхности полупроводника:
{\displaystyle |{\mbox{ch}}(u_{F}-u)|\gg |u{\mbox{sh}}u_{F}|.} (14)
Здесь в подкоренном выражении уравнения (9) учитывается только средний член, так что интегрирование дает:
{\displaystyle x=2L_{D}e^{|u_{F}/2|}(e^{-|u/2|}-e^{-|u_{s}/2|}).} (15)
Аналогичным образом из (4) находим:
{\displaystyle \rho (x)=-{\frac {u}{|u|}}qn_{i}e^{|u-u_{F}|},}
или исключая u с помощью (15),
{\displaystyle \rho (x)=-{\frac {u}{|u|}}qn_{i}({\frac {x}{2L_{D}}}+e^{-|u_{s}-u|/2})^{-2}.} (16)
Область использования (16) достаточно узкая, поскольку величина u не должна быть слишком большой, чтобы выполнялось предположение об отсутствии вырождения, и в то же время она не должна быть малой для выполнения условия (14).

### Заряд инверсного слоя и эффективная толщина обеднённой области
Полный заряд в полупроводнике {\displaystyle Q_{s}} создаётся электронами, дырками и ионизированными примесями. Заряд электронов {\displaystyle Q_{n}} в инверсном слое можно получить интегрированием величины {\displaystyle qn} от {\displaystyle x=0} до {\displaystyle x_{i}}, где {\displaystyle W_{F}=W_{i}}:
{\displaystyle Q_{n}=q\int _{0}^{x_{i}}n\,dx}.
Изменив переменную интегрирования с помощью (2), находим:
{\displaystyle Q_{n}=-q\int _{u_{s}}^{u_{F}}{\frac {n_{i}e^{-(u_{F}-u)}}{du/dx}}\,du={\frac {qn_{i}L_{D}}{\sqrt {2}}}\int _{u_{s}}^{u_{F}}{\frac {e^{u-u_{F}}}{\sqrt {u{\mbox{sh}}u_{F}+{\mbox{ch}}(u_{F}-u)-{\mbox{ch}}u_{F}}}}\,du}. (17)
Здесь необходимо использовать статистику Ферми-Дирака (статистика Максвелла-Больцмана даёт завышенные результаты), когда уровень Ферми близок к зоне проводимости или находится в её середине.
Эффективная толщина обеднённой области xd определяется из уравнения
{\displaystyle Q_{s}=Q_{n}+qNx_{d}.\ }
Здесь предполагается, что при {\displaystyle x>x_{d}} плотность объёмного заряда равна нулю, а при {\displaystyle x<x_{d}} имеем {\displaystyle \rho =qN}. Когда заряд инверсного слоя мал по сравнению с зарядом обеднённой области, {\displaystyle x_{d}\approx Q_{s}/qN}, а в случае сильной инверсии величина {\displaystyle x_{d}} становится практически независимой от {\displaystyle Q_{s}} и приближается к предельному значению {\displaystyle x_{dm}}:
{\displaystyle x_{dm}=-{\sqrt {\frac {4\phi _{F}\epsilon _{s}}{qN}}}\approx {\sqrt {{\frac {4\epsilon _{s}}{q|N|\beta }}\ln |{\frac {N}{n_{i}}}|}}} (18)
Для кремния при комнатной температуре в диапазоне концентраций примесей {\displaystyle N=10^{12}-10^{16}cm^{-3}} можно пользоваться следующим приближенным соотношением:
{\displaystyle x_{dm}(\mu m)={\sqrt {\frac {10^{13}}{|N|}}}.} (19)

## Экспериментальные методы исследования поверхности полупроводника

### МДП-структура
МДП-структура — это плоская трехслойная структура, состоящая из тонкого слоя металла, чуть более толстого слоя диэлектрика и толстого слоя полупроводника (металл-диэлектрик/окисел- полупроводник). В свободной природе не встречается. Отсюда истоки некоторого пренебрежения, как к самой МДП структуре так и эффекту поля, связанные с искусственностью самой структуры и явлений, что в ней наблюдаются. На самом деле МДП-структура есть идеальный физический объект (хоть и искусственный), в котором легко реализуется однородность электрического поля (в атомах реализуется идеальная изотропность). Отсюда также вытекает её идеалистичность для исследования эффекта поля на поверхности полупроводника, и всех тех попутных явлений (классических и квантовых), которые связаны с этим эффектом.
Впервые МДП-структура была получена на практике в 1960 году после успешной реализации технологии пассивации кремния Канго и Аталлою. В рамках этой технологии МДП-структура создавалась в одном технологическом процессе: сначала поверхность кремния окислялась, а уже на окись напылялась металлизация. Благодаря единому процессу, металлический электрод практически был эквидистантно поверхности раздела окисел — кремний, что обеспечивало однородность электрического поля на всей площади МДП-структуры. На основе этих МДП-структур были изготовлены первые МДП-транзисторы.
Тривиальный учёт статистики Ферми-Дирака вместо Максвелла-Больцмана не выводит теорию за пределы квазиклассического подхода. Более того, даже учёта т. н. треугольной потенциальной ямы на поверхности полупроводника, что приводит к появлению дискретных уровней энергии в зоне проводимости (валентной зоне) также не выводит за указанные пределы.
Основной особенностью МДП-структуры является то, что на поверхности раздела диэлектрик-полупроводник индуцируется p-n — переход, в котором носители заряда имеют свойства двумерной (2D-) системы, поведение которой до сих пор практически не изучена. Отсюда и т. н. «Неожиданность» с открытием квантового эффекта Холла, плоского атома и т. д.

### Поверхностная проводимость МДП-структуры
Если на поверхности полупроводника в МДП-структуре созданы омические контакты, то измеряя проводимость между ними в зависимости от напряжения смещения, можно получить ряд полезных сведений о свойствах поверхности. Этот метод исследования был использован в классических экспериментах Шокли и Пирсона.
Наиболее простой путь вычисления поверхностной проводимости состоит в нахождении избыточной поверхностной плотности электронов и дырок ΔN и ΔP в функции поверхностного потенциала. Обозначая через {\displaystyle n_{0}} и {\displaystyle p_{0}} плотности носителей заряда в случае плоских зон {\displaystyle (u=0)}, можно записать:
{\displaystyle \Delta p=\int _{0}^{\infty }(p-p_{0})\,dx;\Delta n=\int _{0}^{\infty }(n-n_{0})\,dx;}
где
{\displaystyle p_{0}=n_{i}e^{u_{F}};p=n_{i}e^{u_{F}-u)};n_{0}=n_{i}e^{-u_{F}};n=n_{i}e^{u-u_{F}}\ }
или
{\displaystyle \Delta p=\int _{u_{s}}^{0}{\frac {n_{i}e^{u_{F}}(e^{-u}-1)}{du/dx}}\,du;\Delta n=-\int _{u_{s}}^{0}{\frac {n_{i}e^{-u_{F}}(e^{u}-1)}{du/dx}}\,du;}
Здесь выражение для {\displaystyle du/dx} был представлен формулой (6). Если предположить, что носители заряда не захватываются поверхностными ловушками, тогда изменение поверхностной проводимости будет выражено как:
{\displaystyle \Delta \sigma =q(\Delta n\mu _{n}^{*}+\Delta p\mu _{p}^{*})=-qn_{i}\int _{u_{s}}^{0}{\frac {\mu _{n}^{*}e^{-u_{F}}(e^{u}-1)-\mu _{p}^{*}e^{u_{F}}(e^{-u}-1)}{du/dx}}\,du}
где {\displaystyle \mu _{n}^{*}} и {\displaystyle \mu _{p}^{*}} — эффективные подвижности носителей заряда, которые зависят в общем случае от {\displaystyle u_{s}}. Зависимость {\displaystyle \Delta \sigma (u_{s})} для Si и Ge была вычислена рядом авторов. Здесь только стоит внимания то, что величина {\displaystyle \Delta \sigma } для легированного полупроводника {\displaystyle (|u_{F}|\gg 1),} имеет минимум при
{\displaystyle u_{s}\approx 2u_{F}+\ln {\frac {\mu _{p}^{*}}{\mu _{n}^{*}}}.}
Графическое представление этой зависимости проводят для случая {\displaystyle \mu _{p}=\mu _{n}=\mu ^{*}=const(u_{s})}. Здесь рост проводимости при u<0 соответствует «режиму аккумуляции», при u>0 с удалением уровня Ферми сверху валентной зоны, когда проводимость падает, а затем снова резко возрастает за счёт образования инверсного слоя.
Если использовать выпрямительные контакты при измерении проводимости, тогда величина {\displaystyle \Delta \sigma } определяется носителями заряда одного типа. Поэтому в подынтегральных выражениях следует принимать только один из составляющих.
Исследованию эффективной подвижности {\displaystyle \mu ^{*}} носителей заряда в приповерхностных слоях полупроводника посвящено много теоретических и экспериментальных работ. Дж. Шриффером была развита классическая теория поверхностной подвижности, из которой следует, что за счёт дополнительного рассеяния носителей на границе раздела диэлектрик-полупроводник и воздействия электрического поля величина {\displaystyle \mu ^{*}} падает с ростом поверхностного потенциала и всегда остаётся меньше подвижности в объёме полупроводника. Затем теория Шриффера была усовершенствована путём введения в рассмотрение анизотропии кристалла, зеркального отражения носителей от поверхности и ряда других эффектов, однако результаты расчётов плохо совпадают с экспериментальными данными. Основная причина этих различий состоит в том, что классический подход к проблеме поверхности не является справедливое, поскольку здесь мы имеем малую толщину слоя, в котором движутся носители заряда. Эта толщина является величина одного порядка с длиной волны де Бройля и поэтому наличие сильного электрического поля приводит к появлению квантовых явлений.
Численные эксперименты по исследованию поверхностной подвижности, в которых особое внимание уделялось стабильности и воспроизводимости результатов, показали что в инверсных слоях значения {\displaystyle \mu _{n}^{*}} и {\displaystyle \mu _{p}^{*}} примерно вдвое меньше чем в объёме полупроводника и не зависят от электрического поля.
Поверхностная подвижность основных носителей, которая изучалась на МДП-структурах в режиме аккумуляции, несколько превышает подвижность в инверсных слоях. При увеличении электрического поля значения {\displaystyle \mu ^{*}} падают медленнее, чем предсказывает теория.